# آلان بيليجريني
آلان بيليجريني (بالفرنسية: Alain Pellegrini)‏ هو عسكري فرنسي، ولد في 12 أغسطس 1946 في لافلش في فرنسا.